# Харузек, Рудольф
Рудольф Ха́рузек (венг. Charousek Rezső; 19 сентября 1873, Клейн-Ланец, около Праги — 19 апреля 1900, Надьтетень, сейчас квартал в 22-м округе Будапешта) — венгерский мастер, один из сильнейших шахматистов конца XIX века.

## Биография
Особенное дарование его проявилось в матчах с мастерами — Геза Мароци, и другими мастерами того времени. В турнире венгерских шахматистов по переписке (1895—1897) он, набрав 16 очков из 18, разделил с Мароци 1-2 место. Победив в матч-турнире 4 венгерских мастеров в декабре 1897 года, опередил Мароци (матч с ним закончился вничью 2:2) и стал фактически чемпионом страны.
На международной арене Харузек дебютировал в 1896 году в Нюрнберге, где, хотя и занял 12-е место, обратил на себя внимание победами над К. Вальбродтом, Дж. Блэкберном, Д. Яновским, Дж. Шовальтером и особенно в заключительном туре (9 августа)— над победителем турнира чемпионом мира Эмануилом Ласкером. Победа над Эмануилом Ласкером позволила Харузеку стать членом символического клуба Михаила Чигорина.
Уже в ближайших трех международных турнирах Харузек подтвердил репутацию шахматного гения, разделив в Будапеште (1896) 1-2-е место с М. И. Чигориным (опередив Г. Пильсбери, Г. Мароци, З. Тарраша, Д. Яновского, К. Шлехтера) и финишировав первым в Берлине (1897), набрав 14½ из 19 и опередив К. Вальбродта, Блэкберна, Д. Яновского, К. Шлехтера, М. Чигорина. В следующем году он делит в Кёльне с М. И. Чигориным и В. Коном 2-4-е место, опередив В. Стейница, К. Шлехтера и других.
Мировая шахматная пресса уже добавила имя Харузека к именам других претендентов на матч с Ласкером — Таррашу, Пильсбери и Яновскому.
В одном из сообщений «British Chess Magazine» за сентябрь 1898 года даже сообщалось о предполагаемом матч-турнире в Вене с участием этой четвёрки шахматистов и чемпиона мира. Сам же Эмануил Ласкер, выделяя из них Харузека, предсказывал ему блестящее будущее и предполагал, что именно в борьбе с ним ему придётся защищать свой титул.
В 1899 г. состояние здоровья Харузека резко ухудшилось. Он подал заявку на участие в международном турнире в Лондоне, но не смог выехать в Англию. Весной 1900 г. Харузек умер от туберкулеза легких.
В Венгрии проводились шахматные турниры памяти Р. Харузека.

## Спортивные результаты
| Год         | Город      | Турнир                                                | +  | − | = | Результат | Место |
| ----------- | ---------- | ----------------------------------------------------- | -- | - | - | --------- | ----- |
| 1893        | Будапешт   | Матч с Д. Маковцем                                    | 1  | 2 | 3 | 2½ : 3½   |       |
|             | Будапешт   | 1-й матч с Г. Мароци                                  | 2  | 1 | 0 | 2 : 1     |       |
| 1895        | Будапешт   | 2-й матч с Г. Мароци                                  | 2  | 6 | 6 | 5 : 9     |       |
|             | Будапешт   | 1-й матч с Д. Экснером                                | 3  | 0 | 2 | 4 : 1     |       |
| 1896        | Нюрнберг   | Международный турнир                                  | 6  | 7 | 5 | 8½ из 18  | 12    |
|             | Будапешт   | Международный турнир                                  | 7  | 2 | 3 | 8½ из 12  | 1—2   |
|             | Будапешт   | Дополнительный матч с М. И. Чигориным за первое место | 1  | 3 | 0 | 1 : 3     |       |
|             | Надьтетень | 2-й матч с Д. Экснером                                | 6  | 1 | 3 | 7½ : 2½   |       |
| 1897        | Берлин     | Международный турнир                                  | 3  | 1 | 2 | 4 из 6    | 2—3   |
|             | Берлин     | Международный турнир                                  | 11 | 2 | 5 | 13½ из 18 | 1     |
| 1897 / 1898 | Будапешт   | Турнир венгерских шахматистов                         | 8  | 3 | 1 | 8½ из 12  | 1     |
| 1898        | Кёльн      | 11-й конгресс Германского шахматного союза            | 8  | 2 | 5 | 10½ из 15 | 2—4   |